# أيلت والدمان
أيلت والدمان (بالإنجليزية: Ayelet Waldman) (11 ديسمبر 1964، القدس في إسرائيل)؛ كاتِبة، محامية، صحفية وروائية إسرائيلية-أمريكية.

## روابط خارجية
- أيلت والدمان على موقع IMDb (الإنجليزية)
- أيلت والدمان على موقع قاعدة بيانات الفيلم (الإنجليزية)